# Тарновский, Анатолий Николаевич
Анатолий Николаевич Тарновский (1926—1989) — советский работник промышленности, строитель, бригадир слесарей-монтажников Березниковского монтажного управления треста «Уралхиммонтаж» Пермской области, Герой Социалистического Труда (1974).

## Биография
Родился 5 декабря 1926 года в селе Пустовойты Хмельницкого района Винницкой области Украинской ССР, ныне Украины.
В 1942 году окончил семь классов средней школы, находясь в эвакуации в городе Сухуми. В 1951 году приехал в город Березники
Пермской области (ныне — Пермский край), где поступил на работу слесарем в Березниковское монтажное управление «Союзпроммонтаж». С 1954 года работал бригадиром монтажников технологического оборудования и металлоконструкций в тресте «Уралхиммонтаж», затем — бригадиром монтажников во 2-м монтажном управлении треста «Уралхиммонтаж». Участвовал в сооружении объектов на Березниковском азотно-туковом заводе, Первом калийном комбинате, Березниковском содовом заводе, а также в строительстве 2-го и 3-го Березниковского калийного комбината, 2-го Соликамского калийного комбината. В 1976 года А. Н. Тарновский был переведен бригадиром монтажником в Пермское монтажное управление № 1 треста «Уралхиммонтаж» на строительство объектов объединения «Пермнефтеоргсинтез».
После выхода на Пенсию жил в городе Пермь. Умер в 1989 году в Перми, похоронен на Северном кладбище города.
В Архивном отделе города Березники имеются документы, относящиеся к Анатолию Николаевичу Тарновскому.

## Награды
- Указом Президиума Верховного Совета СССР от 12 апреля 1974 года за выдающиеся производственные успехи и большой вклад в досрочное завершение строительства первой очереди Третьего Березниковского калийного комбината и Южного горно-обогатительного комплекса Соликамского рудоуправления Тарновскому Анатолию Николаевичу присвоено звание Героя Социалистического Труда с вручением ордена Ленина и золотой медали «Серп и Молот»[3].
- Также был награждён вторым Орденом Ленина (07.05.1971) и медалями, в числе которых «За трудовую доблесть» (1966) и «За доблестный труд» (1970).
- В 1972 году труд А. Н. Тарновского был отмечен Почетной грамотой Госстроя СССР[3].
- Заслуженный строитель РСФСР[2].